# Team Ico
Team Ico was een computerspelontwikkelaar uit Japan. Het bedrijf is bekend van hun spellen Ico en Shadow of the Colossus.
In 2007 begon de ontwikkeling van The Last Guardian. In 2011 vertrok studiohoofd en game-ontwerper Fumito Ueda echter bij Team Ico vandaan. Drie jaar later richtte Ueda samen met andere voormalig Team Ico-werknemers genDESIGN op. De creatieve aspecten van de ontwikkeling van The Last Guardian werden door dit nieuwe bedrijf overgenomen, terwijl de technische aspecten door SIE Japan Studio werden ontwikkeld. Sinds het vertrek van de genDESIGN-medewerkers is de interne structuur van SIE Japan Studio onbekend, maar wordt de noemer Team Ico door Sony niet meer gebruikt; ook niet in de credits van The Last Guardian.

## Ontwikkelde spellen
| Release | Titel                                       | Platform      | Noot                                                                                |
| ------- | ------------------------------------------- | ------------- | ----------------------------------------------------------------------------------- |
| 2001    | Ico                                         | PlayStation 2 |                                                                                     |
| 2005    | Shadow of the Colossus                      | PlayStation 2 |                                                                                     |
| 2011    | The Ico & Shadow of the Colossus Collection | PlayStation 3 | Remaster van de spellen van Team Ico; ontwikkeld door Bluepoint Games               |
| 2016    | The Last Guardian                           | PlayStation 4 | Initiële ontwikkeling; uiteindelijk toegeschreven aan genDESIGN en SIE Japan Studio |
| 2018    | Shadow of the Colossus                      | PlayStation 4 | Remake; ontwikkeld door Bluepoint Games                                             |